# Ключ 18
Ключ 18 (трад. и упр. 刀, 刁, 刂) — ключ Канси со значением «нож»; один из 34, состоящих из двух штрихов.
В словаре Канси есть 377 символов (из 49 030), которые можно найти c этим радикалом.

## История

Техника написания
Техника написания
Техника написания
Вид в Цзягувэнь
Вид в Цзиньвэнь
Вид в Цзяньду
Вид в большой печати Чжуаньшу
Вид в малой печати Чжуаньшу

Древняя идеограмма изображала нож.
В современном языке иероглиф, произошедший от этой пиктограммы, обозначает: «нож, бритва, меч, сечка, резак, резец, в форме ножа (о каком-либо предмете)». В старину этот иероглиф обозначал медные деньги, которые были в форме ножа.
Иероглиф «нож» является сильным ключевым знаком, располагается обычно в правой части сложных иероглифов в видоизмененной форме 刂.
В словарях находится под номером 18.

## Значение
1. Нож, бритва, меч, сечка, резак, резец.
2. В форме ножа (о каком-либо предмете).
3. Острое оружие для рубки.
4. Древние монеты; были названы в честь их формы.
5. Длинная лодка, типа байдарки или каяка.
6. Хитрый, умный.
7. Острый на язык.

## Варианты прочтения
- кит. 刀, 刁, 刂, пиньинь dāo, дао.
- яп. とう, to, то;
- яп. たう, tau, тау;
- яп. かたな, katana, катана;
- яп. りっとう, rittou, ритто;
- кор. 칼 kal, каль?, 도 do, до?.

## Примеры иероглифов
| Доп. штрихи | Иероглифы                                                                                          |
| ----------- | -------------------------------------------------------------------------------------------------- |
| 0           | 刀 刁 刂                                                                                           |
| 1           | 刃 刄                                                                                              |
| 2           | 刅 分 切 刈                                                                                        |
| 3           | 㓚 㓛 㓜 𠚯 刊 刋 刌 刉                                                                            |
| 4           | 㓝 㓞 𠛌 刎 刏 刐 刑 划 刓 刔 刕 刖 列 刘                                                          |
| 5           | 㓟 㓠 𠛣 𠛤 刜 初 刞 刟 刪 删 刬 刭 刡 刢 刣 判 別 别 刦 刧 刨 利                                  |
| 6           | 刻 㓡 㓢 㓣 㓤 㓦 𠛬 刮 刯 刺 刻 刼 刽 𠜎 𠜏 到 刱 刲 刳 刴 剁 刵 制 刷 券 刹 刺                   |
| 7           | 剆 㓧 㓨 㓩 㓪 㓫 削 剋 剌 前 剎 剏 𠜬 𠜭 𠜮 𠜯 剃 剄 剅 剆 則 剈 剉                               |
| 8           | 剤 㓬 㓭 㓮 㓯 㓰 剚 剛 剜 剝 剞 剟 剒 剓 剔 剕 剖 剗 剘 剙 剠 剡 剢 剦 剧 𠜱 𠝇 𠝓 𠝔 𠝕 𠝖 𠝗 剣 |
| 9           | 㓱 㓲 㓳 㓴 㓵 㓶 剪 剫 剬 剭 剮 副 𠝫 𠝭 𠝺 𠝻 𠝼 剨 剰 剶 𠝹 剱                                  |
| 10          | 割 㓷 㓸 㓹 㓺 㓻 𠞠 𠞡 𠞢 𠞛 𠞟 剩 割 剳 剴 創                                                    |
| 11          | 剷 㓼 㓽 𠞸 𠞹 𠞺 𠟀 剺 剻 剼 剽 剾 剿 剷 剸 剹                                                    |
| 12          | 㓾 㓿 𠟈 𠟤 𠟥 㔀 㔁 㔂 㔃 㔄 㔅 㔆 㔇 㔈 㔉 劀 劁 劂 劃 劄                                        |
| 13          | 𠟲 𠟸 𠟹 㔊 劊 劋 劌 劍 劎 劏 劅 劆 劇 劈 劉                                                       |
| 14          | 㔋 㔌 㔍 𠠊 劐 劑 劒 劓 劔 𠠇 𠠉                                                                   |
| 15          | 㔎 㔏 𠠍 𠠚 劕 𠠑 𠠙                                                                               |
| 16          | 㔐                                                                                                 |
| 17          | 㔑 劖                                                                                              |
| 18          | 㔒 𠠩                                                                                              |
| 19          | 𠠬 𠠭 劗 劘                                                                                        |
| 21          | 劚 劙                                                                                              |

- Примечание: Ваш браузер может отображать иероглифы неправильно.